# Бурдяковцы
Бурдя́ковцы (укр. Бурдяківці) — село в Скала-Подольской поселковой общине Чортковского района Тернопольской области Украины.
До 2020 года входило в Борщёвский район.
Код КОАТУУ — 6120881201. Население по переписи 2001 года составляло 1088 человек.

## Географическое положение
Село Бурдяковцы находится в 1,5 км от правого берега реки Збруч,
в 3 км к западу расположено село Гуштын,
ниже по течению на расстоянии в 2 км расположен посёлок Скала-Подольская,
на противоположном берегу — село Збриж.
По селу протекает пересыхающий ручей с запрудой.
Рядом проходит автомобильная дорога Т-2001.

## Объекты социальной сферы
- Школа I—II ст.
- Дом культуры.
- Фельдшерско-акушерский пункт.